# Eric Handley
Eric Walter Handley CBE FBA (* 12. November 1926 in Birmingham; † 17. Januar 2013 in Cambridge) war ein britischer Klassischer Philologe und Papyrologe.

## Leben
Eric Walter Handley studierte Klassische Philologie an der Universität Cambridge, wo er 1946 mit dem Master abschloss. Anschließend lehrte er als Assistant Lecturer (ab 1949 Lecturer) in Greek and Latin am University College London, ab 1961 als Reader. Handleys Forschungsschwerpunkt waren die griechischen literarischen Papyri, besonders die Zeugnisse der attischen Tragödie und Komödie. Gemeinsam mit John Rea veröffentlichte er 1957 eine Edition der fragmentarisch erhaltenen Tragödie Telephos des Euripides, für die die Autoren 1958 mit dem Cromer Greek Prize ausgezeichnet wurden. Im Jahr 1966 ging Handley für mehrere Monate als Visiting Lecturer an die Harvard University.
Ein Jahr später (1967) wurde Handley am University College London zum Professor of Latin and Greek und Direktor des Institute of Classical Studies ernannt, 1968 zum Professor of Greek und Head of Department. Ein Schwerpunkt seiner Tätigkeiten wurde nun die Wissenschaftsorganisation: 1969 wurde er in die British Academy gewählt und für ein Jahr zum Sekretär der University Classical Departments ernannt. Seine Forschungs- und Lehrtätigkeit weitete Handley international aus: 1971 war er Gastforscher am Institute for Advanced Study in Princeton, 1977 Gastprofessor an der Stanford University, 1978 an der Universität Melbourne, 1981 Senior Research Fellow an der Princeton University. In Anerkennung seiner Verdienste um die Wissenschaft ernannte die Königin Handley 1983 zum Commander des Order of the British Empire.
1984 wechselte Handley an die Universität Cambridge, wo er bis 1994 Regius Professor of Greek und Fellow des Trinity College war. In dieser Position empfing er zahlreiche internationale Auszeichnungen: Er wurde 1984 auswärtiges Mitglied der Finnischen Akademie der Wissenschaften, 1988 Mitglied der Academia Europaea, 1993 Ehrenmitglied der Ungarischen Akademie der Wissenschaften, 1995 Ehrendoktor der Universität Athen und korrespondierendes Mitglied der Akademie von Athen und 1996 Mitglied der Norwegischen Akademie der Wissenschaften. Die Royal Academy of Arts, der er seit 1971 angehörte, ernannte Handley 1990 zum Ehrenmitglied und Professor. Seinen Ruhestand verbrachte Handley in Cambridge und London, wo er 1995 zum Senior Research Fellow ernannt wurde. Von 1994 bis 1997 und von 1999 bis 2000 war Handley Vizepräsident der Union Académique Internationale.

## Forschungsschwerpunkte
Handleys Forschungsschwerpunkt war das antike griechische Drama. Er verfasste grundlegende Ausgaben von fragmentarisch überlieferten Stücken sowie des weitgehend vollständigen Dyskolos, einer Komödie des Menander. Von T. B. L. Webster übernahm er das Projekt der Sammlung und Auswertung sämtlicher ikonographischen Dokumente, insbesondere der Vasenmalerei, zum antiken Drama. Zu dem Komödiendichter Aristophanes organisierte er eine internationale Konferenz in Vandœuvres, zum Gedenken an die Erstpublikation des Dyskolos eine Konferenz in der Bibliotheca Bodmeriana.

## Schriften (Auswahl)
Texteditionen
- (Hrsg., mit John Rea): The Telephus of Euripides. Institute of Classical Studies, London 1957 (Bulletin of the Institute of Classical Studies, Supplementband 5).
- (Hrsg.): The Dyskolos of Menander. Methuen, London 1965. Neubearbeitung, London 1990. – Rez. von Robert K. Sherk, in: The American Journal of Philology 88, 1967, S. 469–471, (online); Walther Kraus, in: Gnomon 40, 1968, S. 337–346, (online).

Monographien
- mit Richard Green: Images of the Greek theatre. Trustees of the British Museum, London 1995.
  - Deutsche Ausgabe: Bilder des griechischen Theaters. Reclam, Stuttgart 1999.

Herausgeberschaften
- (Hrsg., mit Jan Maarten Bremer): Aristophane: sept exposés suivis de discussions, Vandœuvres-Genève, 19 – 24 août 1991. Bonn 1993.
- (Hrsg., mit André Hurst): Relire Ménandre. Colloque tenu à l'Université de Genève et à la Bibliotheca Bodmeriana pour célébrer le 30e anniversaire de la publication du "Dyscolos", septembre 1988.  Librairie Droz, Genève, 1990.